# Lisa Bonet
Lisa Michelle Bonet (16 de novembre del 1967, San Francisco) és una actriu estatunidenca.
Coneguda com a Lisa Bonet, aquesta actriu d'ascendència afroamericana i jueva es feu molt coneguda per The Cosby Show, tot i que ja havia treballat com a actriu des dels onze anys.
El 1987 acceptà el paper d'Epiphany Proudfood a El cor de l'àngel d'Alan Parker, en la que hagueren d'eliminar algunes escenes de sexe explícit perquè el film no fos classificat com X. Més endavant posà nua per a Rolling Stone Magazine i va protagonitzar la sèrie A Different World. En el seu vintè aniversari es casà amb el cantant Lenny Kravitz, amb qui tingué una filla, Zoe Isabella Kravitz Bonet el 1989.
En aquesta època la seva professionalitat començà a lluir per la seva absència, arribava tard als rodatges, o no hi apareixia, i la van acomiadar d'A Different World. Tornà a The Cosby Show, on va seguir amb la mateixa actitud fins que també l'acomiadaren. El 1993 es divorcià de Kravitz i començà a acceptar treballs en pel·lícules que sortien directament en vídeo.
Més endavant canvià legalment el seu nom real, tot i que ha conservat l'antic nom artístic i començà a sortir amb el professor de ioga Brian Kest, amb qui va tenir un fill el 1998. Va aparèixer a Enemy of the State amb Will Smith i el 2000 a High Fidelity, el seu últim treball d'èxit.

## Filmografia
- El cor de l'àngel (1987)
- Bank Robber (1993)
- New Eden (1994)
- Dead Connection (1994)
- Enemy of the State (1998)
- High Fidelity (2000)
- The Lathe of Heaven (2002)
- Biker Boyz (2003)
- Whitepaddy (2006)